# Consejo Asesor Presidencial de la Educación
El Consejo Asesor Presidencial para la Calidad de la Educación fue una comisión convocada por la presidenta Michelle Bachelet para el estudio de reformas a la educación en Chile. Fue creada luego de las movilizaciones estudiantiles que se realizaron en el país entre mayo y junio de 2006.

## Desarrollo

### Presentación
El Consejo fue convocado por la presidenta Michelle Bachelet el 7 de junio de 2006, donde presentó sus 81 miembros a la prensa, entre los que hay especialistas en educación, académicos, personeros de distintas confesiones religiosas, representantes de las etnias originarias, representantes de los padres y apoderados, estudiantes secundarios, universitarios, docentes y codocentes, sostenedores municipales y privados, rectores de universidades tradicionales y privadas, entre otros. Ese día también se presentó al presidente del Consejo, el profesor Juan Eduardo García-Huidobro, director del Departamento de Educación de la Universidad Alberto Hurtado. Bachelet declaró durante su discurso:

Lo que los chilenos y chilenas quieren, es que el país posea un sistema educativo capaz de asegurar una educación de calidad a todos los niños, niñas y jóvenes chilenos, sin importar su origen social, económico y cultural. (...) Este Consejo va a tener que esmerarse por mostrar caminos para llegar a la educación justa y de calidad que Chile quiere y necesita.
Michelle Bachelet, presidenta de Chile, durante su discurso el 7 de junio de 2006.

La primera sesión del Consejo se realizó el 14 de junio, día en que se realizó el primer «plenario» del Consejo Asesor. Más tarde se conformaron tres comisiones parta abordar los distintos temas que se debían tratar: Marco Regulatorio, Institucionalidad de la Educación y Calidad de la Educación.

### Primer Informe
El 29 de septiembre del 2006 el Consejo presentó a la presidenta Bachelet su primer informe de avance de poco más de cien páginas, en el cual se dividían los temas planteados al interior de tres comisiones del Consejo. Algunos de los acuerdos que más se destacaron son:
- Sustitución de la Ley Orgánica Constitucional de Enseñanza.
- Instituir el derecho fundamental a una educación gratuita y obligatoria de calidad.
- Creación de una entidad administradora de educación pública.
- Garantizar una educación de calidad, que forme buenos ciudadanos dispuestos a participar en la vida cívica del país.

El consejero Harald Beyer, del Centro de Estudios Públicos, se quejó de que sus opiniones fueron suprimidas del informe.[cita requerida] Asimismo hay reclamaciones de que el blog del consejo no incluyó algunas opiniones enviadas.

### Informe final
El 11 de diciembre de 2006 la presidenta Michelle Bachelet recibió de manos del Consejo el informe final con las propuestas finales que se acordaron en materias de educación. Algunos de los cambios que se mencionaron en la ceremonia, realizada en el palacio de La Moneda, fueron:
- Nueva Ley Orgánica Constitucional de Enseñanza.
- Nuevo régimen de financiamiento según las diferentes realidades de los estudiantes.
- Reformas educacionales.
- Ajustes a la Jornada Escolar Completa.

## Integrantes del Consejo
| - Ernesto Águila, Ministerio Secretaría General de la Presidencia - Celia Alvariño, Consejo Nacional de Innovación para la Competitividad - Elvis Arancibia, representante estudiantes, Adesup - Paulina Araneda, Departamento de Educación Municipalidad de Peñalolén - Claudio Arriagada, Asociación Chilena de Municipalidades - Cristian Bellei, Instituto de Educación, Universidad de Chile - Harald Beyer, Centro de Estudios Públicos (CEP) - Rodrigo Bosch, Corporación Nacional de Colegios Particulares - Juan Bostelman, Saint George's College, representante secundarios - José Joaquín Brunner, Universidad Adolfo Ibáñez - Luz María Budge, Universidad Finis Terrae - Ismael Calderón, Asociación Metropolitana de Padres y Apoderados - Bernardo Cartes, obispo Iglesia Metodista Pentecostal de Chile - Jorge Carvajal, Universidad La República - Claudio Castro, UTFSM, CONFECH - Abelardo Castro, Facultad de Educación Universidad de Concepción - Claudia Chamblas, Universidad del Bío-Bío, Chillán, CONFECH - Dante Contreras, Departamento de Economía, Universidad de Chile - Cristián Cox, Pontificia Universidad Católica de Chile - Cynthia Duk, Universidad Central, Fundación Hineni - Loreto Egaña, Programa Interdisciplinario de Investigación en Educación - Arturo Escarez, CONFEMUCH, Consejo Nacional de Codocentes de Chile - Ricardo Ezzati, Comisión de Educación Conferencia Episcopal - Loreto Fontaine, CEP - Juan Eduardo García-Huidobro, Universidad Alberto Hurtado - Pablo González, Departamento de Ingeniería Industrial, Universidad de Chile - Nicolás Grau, FECH, CONFECH - Hernán Hernández, representante estudiantes educación superior privada - Juan Carlos Herrera, Liceo Valentín Letelier, representante secundarios - Erika Himmel, Facultad de Educación, Pontificia Universidad Católica de Chile - María José Igor, representante secundarios - Francisco Jiménez, Colegio Chile, representante secundarios - Alfredo Joignant, Departamento de Ciencias Políticas UCH, Fundación Chile 21 - Manuel Krauskopf, Universidad Andrés Bello - Sergio Lavanchy, Universidad de Concepción - Pedro Léniz, Departamento de Educación Municipalidad de Frutillar - Jorge Manzi, Pontificia Universidad Católica de Chile - Sergio Martinic, Ministerio de Educación de Chile - Patricia Matte, SIP | - Patricia Medrano, Departamento de Economía, Universidad de Chile - Paula Mendoza, Universidad Católica del Norte, CONFECH - Alejandra Mizala, Departamento de Ingeniería Industrial, Universidad de Chile - Fernando Montes Matte S.J., Universidad Alberto Hurtado - Hugo Montes Brunet, Colegios Diaconales - Raúl Navarro, UMCE - José Núñez, Federación Nacional Trabajadores de la Educación - Pablo Orellana, Instituto Nacional, representante secundarios - Julio Palestro, Asociación Chilena de Municipalidades - Jorge Pavez, Colegio de Profesores - Carmen Payá, Corporación de Capacitación y Empleo, SOFOFA, CPC - Carlos Peña, Universidad Diego Portales - Víctor Pérez, Universidad de Chile - Jaime Pérez de Arce, Colegio de Profesores - Jaime Pozo, Universidad de La Serena - Angélica Prats, Fundación Educacional Arauco - Jaime Prea Gómez, Colegio de Profesores - Rosita Puga, Fundación Belén Educa - José Alvarado Ramírez, ANCEPATEP - Manuel Riesco Larraín, Centro de Estudios Nacionales de Desarrollo Alternativo - Yaser Rojas, representante secundarios - Pedro Pablo Rosso, Universidad Católica de Chile - Mariano Ruiz-Esquide, Senado de la República - Guillermo Scherping, CUT - Jonatan Díaz Herrera, USS, Organización de Federaciones de Educación Superior Privada - Emiliano Soto, obispo Iglesia evangélica pentecostal de Chile - Isaac Stevens, Escuela Experimental de Música Jorge Peña Hen, representante secundarios - Carolina Tohá, Comisión de Educación de la Cámara de Diputados - Luis Toro, Colegio Panal, representante secundarios - Sergio Torres, Universidad Católica Silva Henríquez - Jesús Triguero, FIDE-CONFIDE - Juan Pablo Valenzuela, Instituto de Educación, Universidad de Chile - Darío Vásquez, Colegio de Profesores - Carolina Velasco, Instituto Libertad y Desarrollo - Víctor Vera, ANEF - Ennio Vivaldi, Facultad de Medicina, Universidad de Chile - Pablo Zalaquett, Asociación Chilena de Municipalidades - Nelson Zárate, Corporación Municipal de Pudahuel - Ubaldo Zúñiga, Universidad de Santiago |

1. ↑  Coordinadora Comisión Institucionalidad.
2. ↑  Coordinador Comisión Calidad de la Educación.
3. ↑  Presidente del Consejo.
4. ↑  Secretaria Ejecutiva del Consejo.
5. ↑  Coordinador Comisión Marco Regulatorio.

## Críticas
Los estudiantes se negaron en un primer momento a realizar declaraciones sobre la conformación del Consejo Asesor y decidieron reunirse nuevamente en el Instituto Nacional el día jueves 8 de junio, donde expresaron su malestar con la conformación del Consejo ya que según ellos no eran «demasiados cercanos a lo que es la educación». Cerca de las 20.50 horas, se realizó una conferencia de prensa a las afueras del Instituto Nacional, liderado por los voceros Juan Carlos Herrera y María Jesús Sanhueza. Inicialmente, ambos rechazaron la composición del Consejo Asesor por ser «arbitrario, inoperante y ad-hoc al modelo educativo actual» y convocaron a una nueva asamblea para el día siguiente destinada a definir el paro que se mantenía oficialmente, a pesar de las importantes bajas. Sin embargo, cuando los periodistas preguntaron si ellos integrarían la mesa, los voceros se contradijeron; Herrera decía que no, pero Sanhueza contestaba que sí. Ante la notoria descoordinación, ambos voceros se retiraron terminando con la conferencia de prensa.
El 6 de diciembre de 2006, y a sólo 5 días de entregar el informe final, los estudiantes secundarios, universitarios y los representantes del profesorado abandonaron el consejo, argumentando que el informe final no lo representaba. Pese a ello, la ministra de Educación Yasna Provoste dijo que esto no afectaría al desarrollo del texto final que fue presentado unos días después.